# Comparative Economic Research. Central and Eastern Europe
Comparative Economic Research. Central and Eastern Europe – czasopismo naukowe wydawane przez Wydawnictwo Uniwersytetu Łódzkiego, dyscyplina: nauki społeczne i ekonomiczne. Redakcja czasopisma mieści się w Instytucie Ekonomii na Wydziale Ekonomiczno-Socjologicznym Uniwersytetu Łódzkiego.

## O czasopiśmie
Czasopismo, którego celem jest publikowanie oryginalnych wyników empirycznych badań porównawczych z zakresu nauk ekonomicznych i społecznych, dotyczących głównie krajów z obszaru Europy Środkowej i Wschodniej. W ramach badań ekonomicznych i społecznych szczególnie istotne jest znaczenie:
- zagadnień makroekonomicznych, ze szczególnym uwzględnieniem: a) wzrostu gospodarczego i zrównoważonego rozwoju; b) globalizacji gospodarki; c) rynku pracy; d) rynku finansowego; e) kursów walut; f) transferu technologii; g) ekonomii rozwoju; h) kwestii europejskiej integracji gospodarczej ze szczególnym uwzględnieniem jednolitego rynku europejskiego oraz polityki gospodarczej i społecznej UE, kwestii regulacyjnych i globalizacji;
- zagadnień mikroekonomicznych, związanych z małymi i średnimi przedsiębiorstwami oraz procesem ich internacjonalizacji i zdolności do tworzenia innowacji.

Wszystkie numery są recenzowane zgodnie z modelem double-blind review. Artykuły dostępne są w Otwartym Dostępie na licencji CC BY-NC-ND.

## Redakcyjny komitet doradczy
- Nicola Acocella (Uniwersytet Rzymski „La Sapienza”, Department of Public Economics Italy)
- Robert H. Bock (Uniwersytet Wisconsin w Madison, School of Business, USA)
- Ekrem Erdem (Erciyes University, Kayseri, Turcja)
- Anna Fornalczyk (Politechnika Łódzka)
- Carol Frances (Claremont Graduate University, USA)
- H.S. Kehal (University of Western Sydney, Hawkesbury, Australia)
- Stefan Krajewski (Uniwersytet Łódzki)
- Mordechai Kreinin (Uniwersytet Stanu Michigan, USA)
- Jorma Larimo (University of Vaasa, Finlandia)
- Elżbieta Mączyńska (Instytut Studiów Politycznych Polskiej Akademii Nauk)
- Stanisław Rudolf (Uniwersytet Jana Kochanowskiego w Kielcach)
- Wagiha Taylor (Wilkes University, USA)

## Zespół redakcyjny

### Redaktor naczelna
- Zofia Wysokińska, red. naczelna (Uniwersytet Łódzki)

### Redaktorzy tematyczni
- Mikroekonomia – Witold Kasperkiewicz  (Uniwersytet Łódzki)
- Makroekonomia – Eugeniusz Kwiatkowski (Uniwersytet Łódzki)
- Ekonomia międzynarodowa – Janusz Świerkocki (Uniwersytet Łódzki)

### Komitet redakcyjny
- Anna Krajewska (Uniwersytet Łódzki)
- Eugeniusz Kwiatkowski (Uniwersytet Łódzki)
- Piotr Urbanek (Uniwersytet Łódzki)
- Janina Witkowska (Uniwersytet Łódzki)

### Redaktor statystyczny
- Wacława Starzyńska (Uniwersytet Łódzki)

### Redaktorzy językowi
- James Hartzell
- Ryszard E. Nawrocki

### Redaktor techniczny
- Aleksandra Przybył (Uniwersytet Łódzki)

## Bazy
- Arianta
- Baidu Scholar
- BazEkon
- Cabell's Directory
- CEJSH (The Central European Journal of Social Sciences and Humanities)
- Celdes
- CNKI Scholar (China National Knowledge Infrastructure)
- CNPIEC
- DOAJ (Directory of Open Access Journals)
- EBSCO (relevant databases)
- EBSCO Discovery Service
- EconBiz
- ECONIS
- Elsevier - Scopus
- ERIH PLUS (European Reference Index for the Humanities and Social Sciences)
- Genamics JournalSeek
- Google Scholar
- Index Copernicus
- J-Gate
- JournalTOCs
- KESLI-NDSL (Korean National Discovery for Science Leaders)
- Naviga (Softweco)
- POL-index
- Primo Central (ExLibris)
- ProQuest (relevant databases)
- ReadCube
- Research Papers in Economics (RePEc)
- ResearchGate
- SCImago (SJR)
- Sherpa/RoMEO
- Summon (Serials Solutions/ProQuest)
- TDOne (TDNet)
- Thomson Reuters - Emerging Sources Citation Index
- Ulrich's Periodicals Directory/ulrichsweb
- WanFang Data
- WorldCat (OCLC)